# Meeksi
Meeksi – wieś w Estonii, w prowincji Tartu, w gminie Meeksi.